# Xã Rural, Quận Jefferson, Kansas
Xã Rural (tiếng Anh: Rural Township) là một xã thuộc quận Jefferson, tiểu bang Kansas, Hoa Kỳ. Năm 2010, dân số của xã này là 761 người.